# Cytherellina
Cytherellina is een geslacht van uitgestorven kreeftachtigen uit de klasse van de Ostracoda (mosselkreeftjes).

## Soorten
- Cytherellina anteroclina Chen & Ye, 1987 †
- Cytherellina aregularis (Neckaja, 1966) Meidla, 1983 †
- Cytherellina carbonica (Jones & Kirkby, 1886) Pribyl, 1958 †
- Cytherellina clara Malec, 1990 †
- Cytherellina crepiduloides Berdan, 1972 †
- Cytherellina decliva Abushik & Trandafilova, 1977 †
- Cytherellina dubia (Kummerow, 1953) Becker, 1965 †
- Cytherellina electa Melnikova, 1986 †
- Cytherellina elegans (Jones, 1887) Lundin, Petersen & Siveter, 1991 †
- Cytherellina emaciata Abushik, 1982 †
- Cytherellina exigua (Kummerow, 1953) Pribyl, 1958 †
- Cytherellina gibbosa (Kummerow, 1953) Pribyl, 1958 †
- Cytherellina grandis (Jones & Holl, 1869) Pribyl, 1988 †
- Cytherellina groosae Coen, 1985 †
- Cytherellina hermani Pribyl, 1962 †
- Cytherellina hexagona Shi & Wang, 1987 †
- Cytherellina inconstans Zagora (K.), 1967 †
- Cytherellina inornata (Abushik, 1960) Abushik, 1982 †
- Cytherellina jonesii (Koninck, 1876) Stoltidis, 1972 †
- Cytherellina jupiterensis Copeland, 1974 †
- Cytherellina kutasii Kesling & Chilman, 1978 †
- Cytherellina lechria Kesling & Chilman, 1978 †
- Cytherellina lucasensis (Stewart, 1936) Kesling & Chilm, 1978 †
- Cytherellina magna (Neckaja, 1958) Abushik, 1971 †
- Cytherellina necopinata Pribyl, 1962 †
- Cytherellina obusa Lethiers, 1976 †
- Cytherellina oleskoiensis (Neckaja, 1958) Abushik, 1968 †
- Cytherellina oomorpha Stoltidis, 1971 †
- Cytherellina ovata Adamczak, 1976 †
- Cytherellina perlonga (Kummerow, 1953) Becker, 1965 †
- Cytherellina recta (Kummerow, 1943) Mansch, 1991 †
- Cytherellina rozhdestvenskajae Pribyl, 1988 †
- Cytherellina siliqua Jones & Holl, 1869 †
- Cytherellina subclara Wang (S.), 1983 †
- Cytherellina submagna (Krandijevsky, 1963) Abushik, 1971 †
- Cytherellina subovata (Zheng, 1982) Wang & Liu, 1992 †
- Cytherellina suboviformis Wang & Liu, 1992 †
- Cytherellina subquadrata (Stewart, 1936) Kesling & Chilman, 1978 †
- Cytherellina szczechurae Becker, 1987 †
- Cytherellina tanymeka Kesling & Chilman, 1978 †
- Cytherellina tschumyschensis (Polenova, 1968) Chen & Ye, 1987 †
- Cytherellina vocina Zenkova, 1988 †
- Cytherellina voluptuosa McGill, 1966 †